# Orde van de Heilige Sebastiaan
De Orde van de Heilige Sebastiaan in Europa is een christelijke organisatie.
De broederschap heeft voor zijn activiteiten en structuur de vorm van een oude ridderorde gekozen. Het symbool is een groen Kruis van Jeruzalem.
De orde is sterk verbonden met schutterijen. De banden met de katholieke kerk zijn hecht maar de orde staat open voor alle christenen die haar beginselen onderschrijven. De overkoepelende "Europäische Gemeinschaft Historischer Schützen" of "EGS" verenigt ongeveer 6.000.000 schutters in 300 verenigingen uit 12 landen. De in 1955 opgerichte EGS is niet politiek van aard en ze is niet aan een geloof verbonden, de organisatie benadrukt dat de band tussen de schutterijen en de parochies en kerken historisch bepaald en vaak erg hecht is. De EGS stelt zich tot doel het Papegaaischieten, de traditie van de schuttersoptocht en de schutterskoning, de uniformen, het vendelzwaaien, trommelen en trompetspelen te bewaren. De met de EGS verbonden Orde van de Heilige Sebastiaan heeft ook politieke en maatschappelijke doelstellingen.
Het is een reactionair christelijk gezelschap en geen "echte" uit de periode van de kruistochten stammende ridderorde, eerder een broederschap. De af te leggen eed "PRO DEO PRO EUROPAE CHRISTIANI UNITATE PRO VITA ORDO EQUESTRIS SANCTI SEBASTIANI IN EUROPA" benadrukt de inzet voor het behoud van een verenigd maar christelijk Europa. De orde vraagt van zijn leden een "eukumenische gedachte en geloofstolerantie". Men wil de christelijk-katholieke elementen van het gilden- en schutterswezen behouden en versterken.
Een orde als de Orde van de Heilige Sebastiaan in Europa wordt in het orderecht en in de faleristiek tot de pseudo-orden gerekend omdat ze niet voldoet aan de eis dat een orde door een staatshoofd, regering of fons honorum werd ingesteld.
Grootmeester van de Orde van de Heilige Sebastiaan is sinds 2008 aartshertog Karel van Oostenrijk, de Habsburgse pretendent van de Oostenrijkse en Hongaarse kroon.. Een andere aristocraat, prins Charles-Louis van Merode is prior.

## De graden
De meeste graden zijn verbonden met een functie binnen de Orde van de Heilige Sebastiaan. Zoals bij pseudo-orden gebruikelijk worden oude graden en titels als magistraalridder en donatenkruis buiten hun context gebruikt. Er zijn geen ridders van Magistrale Gratie omdat adeldom voor lidmaatschap van deze orde niet vereist is en de magister of grootmeester ook geen "gratie" hoeft te gebruiken om dispensatie van die eis te verlenen. De "donat" is een voor leden van het Kapittel gereserveerde graad en heeft met donaties niets uit te staan. De ridders van Justitie hoeven geen adeldom aan te tonen, hun "recht"of "justitie" is daarom niet ter zake doende.
- Ridder van Devotie,("Devotionsritter met het Ritterkreuz Stufe 1")
- Ridder van Gratie ,("Gratialritter met het Ritterkreuz Stufe 2")
- Ridder van Devotie ,("Devotionsdonaten met het Offizierskreuz")
- Magistrale Ridder ,("Magistralritter met het Magistralkreuz")
- Donat van Justitie ,("Justizdonaten") met het "Donatenkreuz" om de hals
- Commandeur ,("Komture") met het "Komturkreuz"
- Ridder van Justitie ,("Justizritter"), de graad van de Ordenskanzler en de Ordenstessaurier. Zij dragen het Großoffizierskreuz

om de hals en een ster op de rechterborst.
- Geprofeste Ridder ,("Profeßritter mit Großkreuz"), de graad van de Subprior. Hij draagt het versiersel aan een brede blauwe band over de rechterschouder op de linkerborst en de ster op de rechterborst.
- Kruis voor Vrome Verdienste, of Piis Meritis in Bronze, een versiersel van de in de orde opgenomen geestelijken aan een keten om de hals
- Kruis voor Vrome Verdienste, of Piis Meritis in Silber
- Kruis voor Vrome Verdienste, of Piis Meritis in Gold
- Colane, het versiersel van de Grootmeester.
- Kruis voor Verdienste, Verdienstkreuz in Bronze
- Kruis voor Verdienste, Verdienstkreuz in Silber
- Kruis voor Verdienste, Verdienstkreuz in Gold